# Astemizolo
L'astemizolo era un farmaco antistaminico di seconda generazione (non sedante) caratterizzato da una lunga durata d'azione. Esso fu commercializzato nel 1988 e ritirato nel 1999 dalla Jansen per la sua spiccata cardiotossicità.

## Farmacocinetica
L'astemizolo era ben assorbito dopo somministrazione orale. Aveva un ampio volume di distribuzione, un elevato legame proteico e non oltrepassava la barriera emato-encefalica; questa proprietà era responsabile dell'assenza di sedazione caratteristica dei farmaci antistaminici di seconda generazione. Era metabolizzato dall'enzima epatico CYP3A4, interagendo con il metabolismo di alcuni composti come l'eritromicina o il succo di pompelmo. Tuttavia fu osservato come il CYP3A4 giocasse un ruolo molto minore nel metabolismo dell'astemizolo rispetto a quello operato per la terfenadina.

## Farmacodinamica
L'astemizolo esplicava il suo effetto terapeutico attraverso il blocco reversibile dei recettori istaminici H1; tale blocco portava a una riduzione delle risposte allergiche come l'eritema, il prurito, starnuti, rinorrea ed eritema congiuntivale. Aveva una formula di struttura simile alla terfenadina e all'aloperidolo (un farmaco antipsicotico) e possedeva anche una leggere attività anticolinergica.

## Impiego clinico
Al pari degli altri antistaminici, l'astemizolo poteva essere impiegato nella terapia delle sindromi allergiche. Alcune ricerche suggerirono, inoltre, un possibile ruolo nella prevenzione dell'atrofia muscolare che si osservava nei pazienti costretti a immobilità prolungata. Un esperimento svolto in un piccolo numero di topi ha confermato che l'astemizolo era in grado di inibire complessi enzimatici muscolari deputati alla catalisi delle proteine strutturali che costituiscono la fibrocellula. Tuttavia, la tossicità cardiaca caratteristica dell'astemizolo ne precludeva l'impiego protratto. L'astemizolo aveva un inoltre una precipua attività antimalarica con meccanismo d'azione simile alla clorochina, ma con buona attività anche in presenza di parassiti clorochino-resistenti. Nel marzo 2013, il farmaco fu oggetto di studio nella lotta alle malattie da prioni umane, come la malattia di Creutzfeldt-Jakob e la sindrome di Gerstmann-Sträussler-Scheinker, visti gli eccellenti risultati effettuati su topi.

## Effetti avversi
Il principale effetto avverso del farmaco era la sedazione. Nei bambini si potevano manifestare sintomi quali euforia, convulsioni e ipotensione posturale. Terfenadina (altro antistaminico cardiotossico ritirato) e astemizolo erano inoltre gravati da tossicità cardiaca tale da aver comportato un ritiro dal commercio negli USA. Entrambi i farmaci potevano provocare tossicità per concentrazioni plasmatiche elevate secondarie a sovradosaggio o inibizione del metabolismo sostenuto da CYP3A4 per opera di farmaci come macrolidi, ketoconazolo e itraconazolo. La tossicità si esplicava attraverso il blocco dei canali per il potassio Ikr cardiaci, responsabili della fase di discesa (ripolarizzazione) del potenziale d'azione nelle cellule miocardiche. Il prolungamento della fase di ripolarizzazione comportava la l'insorgenza di fenomeni aritmici potenzialmente fatali come la torsione di punta secondaria a sindrome del QT lungo.